# Entomobrya perpulchra
Entomobrya perpulchra är en urinsektsart som först beskrevs av Alpheus Spring Packard 1873.  Entomobrya perpulchra ingår i släktet Entomobrya och familjen brokhoppstjärtar. Inga underarter finns listade i Catalogue of Life.